# Zanjeer (2013)
Zanjeer (Telugu: Thoofan) is een Indiase vigilante-actiefilm uit 2013. Het is een remake van de gelijknamige film uit 1973. De film werd geregisseerd door Apoorva Lakhia. In de hoofdrol spelen Ram Charan en Priyanka Chopra.

## Rolverdeling
- Ram Charan als ACP Vijay Khanna
- Priyanka Chopra als Mala
- Sanjay Dutt als Sher Khan (Hindi-versie)
- Srihari als Sher Khan (Telugu-versie)
- Prakash Raj als Teja
- Mahie Gill als Mona Darling
- Atul Kulkarni als Jaydev (Hindi-versie)
- Tanikella Bharani als Jaydev (Telugu-versie)
- Kavita Kaushik